# إيدا بولوك
إيدا بولوك (بالإنجليزية: Ida Pollock)‏ (12 أبريل 1908 في المملكة المتحدة - 3 ديسمبر 2013، لنريث في المملكة المتحدة)؛ كاتِبة، رسامة وروائية بريطانية.